# Henri Roggeri
 Henri Luc Claude Roggeri (Oujda (Marokko),  23 april 1960) is een Franse ingenieur en wetlandspecialist die werkzaam is in Nederland. Hij schrijft en adviseert vooral over drasland in tropische gebieden in westelijk Afrika en Zuid-Amerika. Maar hij heeft ook onderzoek gedaan voor het herstel van wetlands in de Amu Darja Delta bij het Aralmeer in Oezbekistan en in de stroomgebieden van de Donau.

## Levensloop
Roggeri is geboren in Marokko, waar zijn Franse vader tijdens de Tweede Wereldoorlog terecht was gekomen en voor de Franse spoorwegen werkte. Na de onafhankelijkheid van het land in 1956 bleef het gezin in Marokko wonen en kwam zijn vader in dienst van de Marokkaanse spoorwegen. De familienaam Roggeri vindt zijn oorsprong in Noord-Italië.
Na zijn studie en vervangende dienstplicht in Nairobi (Kenia), waar hij van 1984 tot 1986 werkte voor het Environment Liaison Centre, vestigde hij zich in Amsterdam. Als consulent adviseerde hij voornamelijk de in Parijs gevestigde Organisatie voor Economische Samenwerking en Ontwikkeling (OESO) en het Directoraat-Generaal Internationale Samenwerking (DGIS) van het Nederlandse ministerie van Buitenlandse Zaken. Sinds midden jaren negentig is hij vooral actief als medewerker van uiteenlopende milieuorganisaties en adviesbureaus in Nederland.

## Opleiding
Na de lagere school in Oujda volgde Roggeri middelbaar onderwijs aan het prestigieuze Lycée Albert-Premier in Monaco. Vervolgens studeerde hij van 1978 tot 1982 voor landbouwingenieur aan het Institut supérieur d'agriculture et d'agroalimentaire Rhône-Alpes in Lyon (Frankrijk).  

## Loopbaan
- 1984: Directoraat-Generaal Internationale Samenwerking en Ontwikkeling van de Europese Commissie, Brussel.
- 1984-1986: Environment Liaison Centre (ELCI), Nairobi.
- 1986-1989: Consulent voor de Organisatie voor Economische Samenwerking en Ontwikkeling (OESO), Parijs.
- 1989-1994: Institute of Environmental Sciences (CML)[7] van de Universiteit Leiden, Leiden.
- 1994-2000: Ecotec Resource & Resource Analysis, Haarlem.
- 2000-heden:  National Committee of the Netherlands van de International Union for Conservation of Nature and Natural Resources (IUCN NL), Amsterdam.

## Als wetlandspecialist
Roggeri is vooral bekend van zijn handboek over het duurzame beheer van tropische zoetwater wetlands, dat zowel in het Engels als in het Frans verscheen. Verder heeft hij aandacht gevraagd voor de effecten van stuwmeren in Afrika (Kenia en Zimbabwe) op het milieu en de leefomgeving van de bewoners van het betrokken gebied. Door hen te laten profiteren van de voordelen, kunnen veel weerstanden worden weggenomen. Bijvoorbeeld door hun dorp een aansluiting te geven op de elektriciteit die met het stuwmeer wordt opgewekt. Ook heeft hij gewezen op de waarde van mangrove ter bescherming van kustgebieden en van wetlands als broedplaats voor vogels die als onderdeel van het ecosysteem cruciaal zijn voor de landbouw.
Bij de OESO in Parijs was hij betrokken bij het ontwerp van een masterplan tegen woestijnvorming in Burkina Faso, Kaapverdië, Mali en Mauritanië. Tegenwoordig richt hij zich vooral op het ondersteunen van niet-gouvernementele organisaties die zich richten op watermanagement.

## Publicaties
- 1985: African dams. Impacts in the environment. The social and environmental impact of dams at the local level. A case study of five man-made lakes in Eastern Africa, Environment Liaison Centre, Nairobi, Kenia.
- 1995: Tropical freshwater wetlands. A guide to current knowledge and sustainable management, uitgeverij Kluwer Academic Publishers, Dordrecht, ISBN 0792337859. Ook verschenen in het Frans onder de titel Zones humides tropicales d'eau douce. Guide des connaissances actuelles et de la gestion durable (Dordrecht, 1995).
- 2009: ‘Wetland Valuation in Developing Countries’ in: E. Maltby & T. Barker (eds.), The Wetlands Handbook, Blackwell Science, Oxford, ISBN 978-0632052554.